# Alsen (Windeck)
Alsen ist ein kleiner Ort im Südwesten der Gemeinde Windeck im Rhein-Sieg-Kreis, bestehend aus den Ortsteilen Niederalsen, Oberalsen und Schneppe. Früher gehörte Alsen zur Bürgermeisterei Herchen und zur Mark Stromberg. Es wurde erstmals 1582 als Allenhusen erwähnt.

## Geschichte
Vor dem Siegburger Vertrag von 1604 zwischen dem Herzog von Berg und dem Grafen von Sayn bestand das Amt Windeck aus 4 getrennt voneinander liegenden Teilen: „Hof Rosbach“ mit den Pfarreien Leuscheid, Dattenfeld und Rosbach; „Eigentum Morsbach“; „Reichshof“ und die „Pfarrei Much“.
Verwaltungssitz war zunächst die Burg Windeck und nach deren Zerstörung durch die Schweden im Jahre 1672 das Burghaus in Denklingen. 1604 war die Bevölkerung des Amtes Windeck etwa je zur Hälfte katholisch und lutherisch.

Alsen im Jahr 1900

### Die Huldigung von 1730/31
Kurfürst Karl Philipp von Pfalz-Neuburg, der auch Herzog von Jülich-Berg war, hatte keinen männlichen Nachkommen und wollte daher seinen Bruder Franz Ludwig als Erben einsetzen. Zu diesem Zweck befahl er im Jahre 1730 seinen Amtmännern die Untertanen einen „Eventual-Huldigungseid“ leisten zu lassen.
Am 21. Juli 1730 erhielt der Amtmann von Windeck, Maximilian Heinrich Graf von Velbrück, die Anweisung, von hiesigen Beamten und Gerichtsschreibern den „Eventual Huldigungsaydt“ zu fordern, die dann ihrerseits im Januar 1731 Listen der Personen aufstellten, die zum Huldigung verpflichtet waren. Diese Listen wurden dann von den Pfarrern der jeweiligen Kirchen sonntags von der Kanzel öffentlich verlesen. Die Huldigungslisten des Amtes Windeck umfassen ca. 3000 Personen. In der Regel sind nur Vor- und Familiennamen der Familienoberhäupter angegeben, selten ein Beruf. Das Amt Windeck galt als das ärmste Land im sonst reichen Herzogtum Jülich-Berg. Seine Bewohner waren durchweg kleine Bauern oder Handwerker, die wenigen besser gestellten Personen wurden in den Huldigungslisten als Herr(en) bezeichnet.
Die Liste des Ortes verzeichnet die Familien Thomas Schmidt, Johann Peter Happenschoss, Johann Peter Driess, Henrich Sommer, Gerhard Lang, Johann Gerhard Schmidt, Johann Peter Duentzer, Gerhard Schmidt, Henrich Ferber aus Alsen, Gerhardt Fuchs, Johann Peter Fuchs, Ludwig Fuchs, Johann Gerhardt Engelberts, Johann Reinhards, Johann Thederich Schmidt und Wilhelm Geylhausen.

### Einwohnerentwicklung
1821 hatte Aalsen 129 Bewohner.
1885 gab es in Niederalsen 27 Häuser mit 137 Einwohnern, in Oberalsen elf Häuser mit fünfzig Einwohnern und in Schneppe sieben Häuser mit 42 Einwohnern. Insgesamt also 45 Häuser und 229 Einwohner.